# Mistrzostwa Polski w kolarstwie górskim
Mistrzostwa Polski w kolarstwie górskim – zawody o tytuł mistrza Polski rozgrywane od 1993.

## Medaliści Mistrzostw Polski w kolarstwie górskim (MTB)

### Kobiety (elita)
| Rok  | Miejsce           | 1 miejsce          | 2 miejsce                 | 3 miejsce                 |
| ---- | ----------------- | ------------------ | ------------------------- | ------------------------- |
| 1993 | Krynica-Zdrój     | Agnieszka Godras   | Dorota Warczyk            | Agnieszka Bryła           |
| 1994 | Warszawa          | Dorota Warczyk     | Justyna Frączek           | Lidia Najder              |
| 1995 | Krynica-Zdrój     | Justyna Frączek    | Iwona Kurasz              | Dorota Warczyk            |
| 1996 | Wisła             | Beata Sałapa       | Lidia Najder              | Dorota Warczyk            |
| 1997 | Polanica-Zdrój    | Sylwia Juszczak    | Justyna Frączek           | Beata Sałapa              |
| 1998 | Ustrzyki Dolne    | Anna Szafraniec    | Anna Cielar               | Sylwia Juszczak           |
| 1999 | Sławno            | Anna Stachura      | Anna Szafraniec           | Sylwia Juszczak           |
| 2000 | Książ (Wałbrzych) | Magdalena Sadłecka | Anna Szafraniec           | Maja Włoszczowska         |
| 2001 | Kielce            | Magdalena Sadłecka | Anna Szafraniec           | Maja Włoszczowska         |
| 2002 | Kielce            | Anna Szafraniec    | Magdalena Sadłecka        | Maja Włoszczowska         |
| 2003 | Książ (Wałbrzych) | Anna Szafraniec    | Maja Włoszczowska         | Anna Makuch (Stachura)    |
| 2004 | Kielce            | Maja Włoszczowska  | Anna Szafraniec           | Sylwia Kapusta            |
| 2005 | Olsztyn           | Magdalena Sadłecka | Maja Włoszczowska         | Anna Szafraniec           |
| 2006 | Duszniki-Zdrój    | Anna Szafraniec    | Maja Włoszczowska         | Magdalena Sadłecka        |
| 2007 | Szczawno-Zdrój    | Maja Włoszczowska  | Anna Szafraniec           | Magdalena Sadłecka        |
| 2008 | Kielce            | Maja Włoszczowska  | Aleksandra Dawidowicz     | Anna Szafraniec           |
| 2009 | Kielce            | Maja Włoszczowska  | Aleksandra Dawidowicz     | Anna Szafraniec           |
| 2010 | Wałbrzych         | Maja Włoszczowska  | Aleksandra Dawidowicz     | Anna Szafraniec           |
| 2011 | Kielce            | Maja Włoszczowska  | Anna Szafraniec           | Magdalena Sadłecka        |
| 2012 | Kielce            | Paula Gorycka      | Katarzyna Solus-Miśkowicz | Anna Szafraniec           |
| 2013 | Żerków            | Maja Włoszczowska  | Katarzyna Solus-Miśkowicz | Anna Szafraniec           |
| 2014 | Żerków            | Maja Włoszczowska  | Katarzyna Solus-Miśkowicz | Paula Gorycka             |
| 2015 | Sławno            | Maja Włoszczowska  | Aleksandra Dawidowicz     | Marlena Droździok         |
| 2016 | Gielniów          | Maja Włoszczowska  | Katarzyna Solus-Miśkowicz | Monika Żur                |
| 2017 | Warszawa          | Maja Włoszczowska  | Katarzyna Solus-Miśkowicz | Aleksandra Podgórska      |
| 2018 | Mrągowo           | Maja Włoszczowska  | Katarzyna Solus-Miśkowicz | Gabriela Wojtyła          |
| 2019 | Mrągowo           | Maja Włoszczowska  | Aleksandra Podgórska      | Paula Gorycka             |
| 2020 | Mrągowo           | Maja Włoszczowska  | Aleksandra Podgórska      | Katarzyna Solus-Miśkowicz |
| 2021 | Boguszów-Gorce    | Maja Włoszczowska  | Katarzyna Solus-Miśkowicz | Paula Gorycka             |
| 2022 | Boguszów-Gorce    | Paula Gorycka      | Klaudia Czabok            | Gabriela Wojtyła          |
| 2023 | Białka Tatrzańska | Paula Gorycka      | Aleksandra Podgórska      | Klaudia Czabok            |
| 2024 | Białka Tatrzańska | Paula Gorycka      | Aleksandra Podgórska      | Gabriela Wojtyła          |
| 2025 | Jelenia Góra      | Paula Gorycka      | Aleksandra Podgórska      | Gabriela Wojtyła          |

### Mężczyźni (elita)
| Rok  | Miejsce           | 1 miejsce           | 2 miejsce           | 3 miejsce          |
| ---- | ----------------- | ------------------- | ------------------- | ------------------ |
| 1993 | Krynica-Zdrój     | Wojciech Kadrzyński | Sylwester Szturnoga | Marek Galiński     |
| 1994 | Warszawa          | Sławomir Barul      | Wojciech Kadrzyński | Dariusz Gil        |
| 1995 | Krynica-Zdrój     | Sławomir Barul      | Marek Galiński      | Piotr Kiraga       |
| 1996 | Wisła             | Sławomir Barul      | Marek Galiński      | Cezary Zamana      |
| 1997 | Polanica-Zdrój    | Dariusz Gil         | Marek Galiński      | Andrzej Kaiser     |
| 1998 | Ustrzyki Dolne    | Marek Galiński      | Andrzej Kaiser      | Dariusz Gil        |
| 1999 | Sławno            | Piotr Wysmyk        | Marek Galiński      | Marek Cichosz      |
| 2000 | Książ (Wałbrzych) | Marek Galiński      | Robert Banach       | Remigiusz Ciok     |
| 2001 | Kielce            | Mariusz Kowal       | Marek Galiński      | Marcin Karczyński  |
| 2002 | Kielce            | Marcin Karczyński   | Mariusz Kowal       | Dariusz Gil        |
| 2003 | Książ (Wałbrzych) | Marcin Karczyński   | Michał Bogdziewicz  | Remigiusz Ciok     |
| 2004 | Kielce            | Marek Galiński      | Michał Bogdziewicz  | Piotr Wysmyk       |
| 2005 | Olsztyn           | Marek Galiński      | Dariusz Batek       | Michał Bogdziewicz |
| 2006 | Duszniki-Zdrój    | Marek Galiński      | Kryspin Pyrgies     | Andrzej Kaiser     |
| 2007 | Szczawno-Zdrój    | Marek Galiński      | Marcin Karczyński   | Dariusz Batek      |
| 2008 | Kielce            | Marek Galiński      | Piotr Brzózka       | Dariusz Batek      |
| 2009 | Kielce            | Marek Galiński      | Marek Konwa         | Piotr Brzózka      |
| 2010 | Wałbrzych         | Marek Galiński      | Marek Konwa         | Kornel Osicki      |
| 2011 | Kielce            | Marek Galiński      | Marek Konwa         | Piotr Brzózka      |
| 2012 | Kielce            | Marek Konwa         | Marek Galiński      | Piotr Brzózka      |
| 2013 | Żerków            | Marek Konwa         | Piotr Brzózka       | Kornel Osicki      |
| 2014 | Żerków            | Marek Konwa         | Bartłomiej Wawak    | Marcin Kawalec     |
| 2015 | Sławno            | Marek Konwa         | Bartłomiej Wawak    | Piotr Brzózka      |
| 2016 | Gielniów          | Bartłomiej Wawak    | Maciej Jeziorski    | Wojciech Halejak   |
| 2017 | Warszawa          | Marek Konwa         | Piotr Brzózka       | Jakub Zamroźniak   |
| 2018 | Mrągowo           | Bartłomiej Wawak    | Marek Konwa         | Krzysztof Łukasik  |
| 2019 | Mrągowo           | Bartłomiej Wawak    | Marek Konwa         | Krzysztof Łukasik  |
| 2020 | Mrągowo           | Krzysztof Łukasik   | Bartłomiej Wawak    | Filip Helta        |
| 2021 | Boguszów-Gorce    | Bartłomiej Wawak    | Jakub Zamroźniak    | Filip Helta        |
| 2022 | Boguszów-Gorce    | Bartłomiej Wawak    | Krzysztof Łukasik   | Filip Helta        |
| 2023 | Białka Tatrzańska | Krzysztof Łukasik   | Bartłomiej Wawak    | Paweł Bernas       |
| 2024 | Białka Tatrzańska | Krzysztof Łukasik   | Paweł Bernas        | Mateusz Nieboras   |
| 2025 | Jelenia Góra      | Krzysztof Łukasik   | Jakub Zamroźniak    | Karol Ostaszewski  |

### Kobiety (maraton)
| Rok  | Miejsce                                 | 1 miejsce                 | 2 miejsce                 | 3 miejsce                 |
| ---- | --------------------------------------- | ------------------------- | ------------------------- | ------------------------- |
| 2003 | Świeradów-Zdrój                         | Magdalena Balana          | Justyna Frączek           | Agnieszka Krok            |
| 2004 | Stronie Śląskie                         | Agata Jazic               | Magdalena Balana          | Dorota Warczyk            |
| 2005 | Duszniki-Zdrój                          | Maja Włoszczowska         | Magdalena Sadłecka        | Karolina Kozela           |
| 2006 | Wałbrzych                               | Anna Szafraniec           | Karolina Kozela           | Magdalena Balana          |
| 2007 | Wałbrzych                               | Anna Szafraniec           | Maja Włoszczowska         | Sylwia Kapusta            |
| 2008 | Wałbrzych                               | Anna Szafraniec           | Magdalena Balana          | Dorota Warczyk            |
| 2009 | Wałbrzych                               | Anna Szafraniec           | Paula Gorycka             | Magdalena Hałajczak       |
| 2010 | Jelenia Góra                            | Emanuela Kufera           | Karolina Kozela           | Anna Świrkowicz           |
| 2011 | Jelenia Góra                            | Katarzyna Solus-Miśkowicz | Michalina Ziółkowska      | Aleksandra Dubiel         |
| 2012 | Dąbrowa Górnicza                        | Aleksandra Dawidowicz     | Anna Szafraniec           | Katarzyna Solus-Miśkowicz |
| 2013 | Obiszów                                 | Katarzyna Solus-Miśkowicz | Anna Szafraniec           | Michalina Ziółkowska      |
| 2014 | Obiszów                                 | Anna Szafraniec           | Rita Malinkiewicz         | Karolina Kozela           |
| 2015 | Obiszów                                 | Michalina Ziółkowska      | Aleksandra Podgórska      | Karolina Cierluk          |
| 2016 | Jelenia Góra                            | Paulina Bielińska         | Magdalena Sadłecka        | Karolina Sowa             |
| 2017 | Wałbrzych                               | Michalina Ziółkowska      | Aleksandra Podgórska      | Anna Sadowska (kolarka)   |
| 2018 | Wisła (miasto)                          | Karolina Sowa             | Michalina Ziółkowska      | Anna Sadowska (kolarka)   |
| 2019 | Gdynia                                  | Barbara Borowiecka        | Marlena Droździok         | Anna Sadowska (kolarka)   |
| 2020 | Gdynia                                  | Barbara Borowiecka        | Zuzanna Krzystała         | Anna Sadowska (kolarka)   |
| 2021 | Srebrna Góra (województwo dolnośląskie) | Maja Włoszczowska         | Katarzyna Solus-Miśkowicz | Klaudia Czabok            |
| 2022 | Bardo (województwo dolnośląskie)        | Barbara Borowiecka        | Zuzanna Krzystała         | Aleksandra Andrzejewska   |
| 2023 | Wisła (miasto)                          | Aleksandra Andrzejewska   | Klaudia Czabok            | Zuzanna Krzystała         |
| 2024 | Barłomino                               | Klaudia Czabok            | Gabriela Wojtyła          | Matylda Szczecińska       |
| 2025 | Połczyn-Zdrój                           |                           |                           |                           |

### Mężczyźni (maraton)
| Rok  | Miejsce                                 | 1 miejsce          | 2 miejsce         | 3 miejsce              |
| ---- | --------------------------------------- | ------------------ | ----------------- | ---------------------- |
| 2003 | Świeradów-Zdrój                         | Michał Bogdziewicz | Andrzej Kaiser    | Radosław Rękawek       |
| 2004 | Stronie Śląskie                         | Andrzej Kaiser     | Robert Banach     | Radosław Rękawek       |
| 2005 | Duszniki-Zdrój                          | Michał Bogdziewicz | Bartosz Banach    | Dariusz Kwiatkowski    |
| 2006 | Wałbrzych                               | Marek Galiński     | Andrzej Kaiser    | Kryspin Pyrgies        |
| 2007 | Wałbrzych                               | Marek Galiński     | Dariusz Batek     | Mariusz Kowal          |
| 2008 | Wałbrzych                               | Dariusz Batek      | Rafał Hebisz      | Paweł Wiendlocha       |
| 2009 | Wałbrzych                               | Marek Galiński     | Piotr Brzózka     | Adrian Brzózka         |
| 2010 | Jelenia Góra                            | Marek Galiński     | Marek Konwa       | Wojciech Halejak       |
| 2011 | Jelenia Góra                            | Adrian Brzózka     | Marek Konwa       | Mariusz Kowal          |
| 2012 | Dąbrowa Górnicza                        | Dariusz Batek      | Wojciech Halejak  | Artur Korc             |
| 2013 | Obiszów                                 | Piotr Brzózka      | Adrian Brzózka    | Wojciech Halejak       |
| 2014 | Obiszów                                 | Mariusz Kowal      | Bartłomiej Wawak  | Adrian Brzózka         |
| 2015 | Obiszów                                 | Adrian Brzózka     | Wojciech Halejak  | Mariusz Kozak          |
| 2016 | Jelenia Góra                            | Adrian Brzózka     | Bartosz Janowski  | Karol Rożek            |
| 2017 | Wałbrzych                               | Dariusz Batek      | Piotr Brzózka     | Karol Rożek            |
| 2018 | Wisła (miasto)                          | Dariusz Batek      | Krzysztof Łukasik | Bartłomiej Oleszczuk   |
| 2019 | Gdynia                                  | Adrian Brzózka     | Jakub Zamroźniak  | Mateusz Nieboras       |
| 2020 | Gdynia                                  | Adrian Brzózka     | Krzysztof Łukasik | Jakub Zamroźniak       |
| 2021 | Srebrna Góra (województwo dolnośląskie) | Filip Helta        | Karol Rożek       | Piotr Konwa            |
| 2022 | Bardo (województwo dolnośląskie)        | Paweł Bernas       | Michał Paluta     | Michał Glanz           |
| 2023 | Wisła (miasto)                          | Krzysztof Łukasik  | Paweł Bernas      | Michał Glanz           |
| 2024 | Barłomino                               | Paweł Bernas       | Filip Helta       | Maksymilian Wiśniowski |
| 2025 | Połczyn-Zdrój                           |                    |                   |                        |

### Kobiety (sprint)
| Rok  | Miejsce | 1 miejsce                 | 2 miejsce           | 3 miejsce             |
| ---- | ------- | ------------------------- | ------------------- | --------------------- |
| 2013 | Żerków  | Katarzyna Solus-Miśkowicz | Elżbieta Figura     | Aleksandra Dawidowicz |
| 2014 | Żerków  | Aleksandra Dawidowicz     | Monika Żur          | Elżbieta Figura       |
| 2015 | Sławno  | Marta Turoboś             | Elżbieta Figura     | Monika Żur            |
| 2016 | Lublin  | Monika Żur                | Marta Turoboś       | Rita Malinkiewicz     |
| 2017 | Lublin  | Marta Turoboś             | Gabriela Wojtyła    | Iwona Kurczab         |
| 2018 | Lublin  | Marta Turoboś             | Patrycja Piotrowska | Małgorzata Mazurek    |
| 2019 | Sławno  | Gabriela Hudyka           | Magdalena Zawierta  | Patrycja Piotrowska   |

### Mężczyźni (sprint)
| Rok  | Miejsce | 1 miejsce                | 2 miejsce                 | 3 miejsce           |
| ---- | ------- | ------------------------ | ------------------------- | ------------------- |
| 2013 | Żerków  | Borys Góral              | Piotr Konwa               | Marcin Kawalec      |
| 2014 | Żerków  | Piotr Brzózka            | Tomasz Drożdż             | Tomasz Dygacz       |
| 2015 | Sławno  | Marcin Kawalec           | Patryk Adamkiewicz        | Jakub Solarz        |
| 2016 | Lublin  | Łukasz Szymczuk          | Marceli Bogusławski       | Borys Góral         |
| 2017 | Lublin  | Łukasz Szymczuk          | Oskar Pluciński           | Marceli Bogusławski |
| 2018 | Lublin  | Tomasz Budziński         | Marcin Budziński (kolarz) | Artur Sobkowiak     |
| 2019 | Sławno  | Stanisław Nowak (kolarz) | Łukasz Szymczuk           | Piotr Kryński       |

### Kobiety (short - track)
| Rok  | Miejsce           | 1 miejsce           | 2 miejsce                 | 3 miejsce           |
| ---- | ----------------- | ------------------- | ------------------------- | ------------------- |
| 2021 | Jelenia Góra      | Maja Włoszczowska   | Katarzyna Solus-Miśkowicz | Paula Gorycka       |
| 2022 | Boguszów-Gorce    | Matylda Szczecińska | Paula Gorycka             | Gabriela Wojtyła    |
| 2023 | Białka Tatrzańska | Paula Gorycka       | Aleksandra Podgórska      | Klaudia Czabok      |
| 2024 | Białka Tatrzańska | Paula Gorycka       | Aleksandra Podgórska      | Gabriela Wojtyła    |
| 2025 | Jelenia Góra      | Paula Gorycka       | Gabriela Wojtyła          | Matylda Szczecińska |

### Mężczyźni (short - track)
| Rok  | Miejsce           | 1 miejsce         | 2 miejsce        | 3 miejsce         |
| ---- | ----------------- | ----------------- | ---------------- | ----------------- |
| 2021 | Jelenia Góra      | Bartłomiej Wawak  | Filip Helta      | Karol Ostaszewski |
| 2022 | Boguszów-Gorce    | Krzysztof Łukasik | Bartłomiej Wawak | Michał Topór      |
| 2023 | Białka Tatrzańska | Krzysztof Łukasik | Paweł Bernas     | Bartłomiej Wawak  |
| 2024 | Białka Tatrzańska | Krzysztof Łukasik | Paweł Bernas     | Karol Ostaszewski |
| 2025 | Jelenia Góra      | Paweł Bernas      | Filip Helta      | Krzysztof Łukasik |

### Sztafety
| Rok  | Miejsce        | Zwycięzca                                                                                                  | 2. miejsce | 3. miejsce                                                                                                |
| ---- | -------------- | --- | --- | --- |
| 2004 | Kielce         | Lotto I (Marcin Karczyński, Piotr Formicki, Paweł Szpila, Anna Szafraniec)                                 | Lotto II (Michał Bogdziewicz, Kryspin Pyrgies, Dariusz Fokt, Maja Włoszczowska)                                   | Śląsk Częstochowa (Bogdan Czarnota, Dariusz Batek, Kornel Osicki, Magdalena Pyrgies)                      |
| 2005 | Olsztyn        | Lotto (Dariusz Batek, Paweł Szpila, Daniel Zywer, Maja Włoszczowska)                                       | Flota Gdynia (Bartosz Babach, Przemysław Ebertowski, Tomasz Repiński, Aleksandra Dawidowicz)                      | Optex Opoczno (Piotr Wysmyk, Adrian Działakiewicz, Karol Sroka, Paulina Stępniewska)                      |
| 2006 | Duszniki-Zdrój | Lotto (Kryspin Pyrgies, Dariusz Batek, Kornel Osicki, Maja Włoszczowska)                                   | Optex Opoczno (Barbara Stanisławiak, Rafał Fijałkowski, Adrian Działakiewicz, Piotr Wysmyk)                       | Silesia Rybnik (Damian Mroncz, Piotr Brzózka, Magdalena Balana, Adrian Brzózka)                           |
| 2007 | Szczawno-Zdrój | Halls Professional (Dariusz Batek, Kornel Osicki, Maja Włoszczowska, Marcin Karczyński)                    | RFM Mountain Dew Kraków (Piotr Sułek, Łukasz Osiecki, Marta Sułek, Adrian Rzeszutko)                              | Adventure Asepta (Jacek Trzop, Debora Jaworska, Emanuel Piaskowy, Paweł Harkot)                           |
| 2008 | Kielce         | Halls MTB (Dariusz Batek, Kornel Osicki, Maja Włoszczowska, Aleksandra Dawidowicz                          | KCP Górskie Orły (Emanuel Piaskowy, Albert Głowa, Debora Jaworska, Bartłomiej Grzybacz)                           | KS Iskra Głogoczów (Paweł Pająkowski, Szymon Kotowski, Iwona Bajer, Tomasz Sikora)                        |
| 2009 | Kielce         | JBG-2 (Adrian Brzózka, Bartłomiej Wawak, Anna Szafraniec, Kornel Osicki)                                   | DEK Meble Cyklo Korona Kielce (Marcin Karczyński, Szymon Gałczyński, Paula Gorycka, Maciej Dombrowski)            | Corratec Team Poznań (Krzysztof Maciejewski, Dawid Lessanu, Sylwia Kapusta, Rafał Fijałkowski)            |
| 2010 | Wałbrzych      | JBG-2 (Piotr Brzózka, Bartłomiej Wawak, Anna Szafraniec, Kornel Osicki)                                    | DEK Meble Cyclo Korona Kielce (Maciej Dombrowski, Konrad Biterski, Katarzyna Solus- Miśkowicz, Rafał Fijałkowski) | Corratec Team (Sławomir Pituch, Sebastian Swat, Karolina Kozela, Radosław Tecław)                         |
| 2011 | Kielce         | JBG-2 (Piotr Brzózka, Bartłomiej Wawak, Marta Turoboś, Kornel Osicki)                                      | Corratec Team (Sebastian Swat, Magdalena Hałajczak, Sylwester Swat, Radosław Tecław)                              | KTM Racing Team (Piotr Kurczab, Maciej Bartkowski, Michalina Ziółkowska, Rafał Hebisz)                    |
| 2012 | Kielce         | MTB Silesia Rybnik (Tomasz Dygacz, Oskar Grabski, Sabina Zamroźniak, Grzegorz Hajda)                       | KTM Racing Team Złoty Stok (Rafał Alchimowicz, Mikołaj Dziewa, Paulina Hebisz, Piotr Kurczab)                     | Corratec Team (Bartosz Kołodziejczyk, Magdalena Hałajczak, Jakub Kazubski, Radosław Tecław)               |
| 2013 | Żerków         | Sante BSA Tour (Piotr Kurczab, Patryk Adamkiewicz, Aleksandra Podgórska, Bartosz Banach)                   | 4F Racing Team (Piotr Konwa, Paula Gorycka, Monika Żur, Adrian Kacharek)                                          | MTB Silesia Rybnik (Grzegorz Hajda, Jakub Zamroźniak, Elżbieta Figura, Łukasz Pihulak)                    |
| 2014 | Żerków         | Sante BSA Whistle Team 2 (Patryk Adamkiewicz, Adrian Siarka, Aleksandra Podgórska, Dariusz Batek)          | Integral Collections LKK Lux Sławno (Tomasz Budziński, Marcin Budziński, Marta Turoboś, Marceli Bogusławski)      | KKW Jama Wałbrzych (Łukasz Winiarski, Mateusz Banaś, Patrycja Piotrowska, Filip Helta)                    |
| 2015 | Sławno         | KCP ELZAP Bieniasz Bike 2 (Jakub Zamrożniak, Wiktor Hudyka, Debora Jaworska, Michał Topór)                 | LKK Lux Sławno (Tomasz Budziński, Marcin Budziński, Marta Turoboś, Dawid Miśkiewicz)                              | MTB Silesia Rybnik (Mateusz Pihulak, Łukasz Pihulak, Elżbieta Figura, Marceli Bogusławski)                |
| 2016 | Sławno         | LKK LUKS Sławno (Tomasz Budziński, Marcin Budziński, Arkadiusz Wach, Marta Turoboś)                        | KCP Elzat Bieniasz Bike Team (Jakub Zamroźniak, Arkadiusz Mirek, Adrianna Stępniewska, Michał Topór)              | KKW Superior Wałbrzych (Łukasz Szymczuk, Aleksandra Podgórska, Kamil Tarnawski, Filip Helta)              |
| 2017 | Warszawa       | Volkswagen Samochody Użytkowe (Bogusławski Marceli, Kryński Piotr, Konwa Marek, Solus-Miśkowicz Katarzyna) | SGR Specialized (Dziewa Mikołaj, Helta Filip, Podgórska Aleksandra, Dziewa Jakub)                                 | Superior Zator (Topór Michał, Śliwiński Michał, Nowak Stanisław, Wojtyła Gabriela)                        |
| 2018 | Mrągowo        | Volkswagen Samochody Użytkowe (Zamroźniak Jakub, Kryński Piotr, Konwa Marek, Solus-Miśkowicz Katarzyna)    | SGR Specialized (Dziewa Mikołaj, Helta Filip, Podgórska Aleksandra, Garczyk Paweł)                                | Warszawski Klub Kolarski I (Karol Ostaszewski, Dominik Górak, Klaudia Czabok, Konrad Czabok)              |
| 2019 | Mrągowo        | Volkswagen Samochody Użytkowe (Bartłomiej Wawak, Aleksandra Podgórska, Piotr Kryński, Stanisław Nowak)     | Warszawski Klub Kolarski I (Karol Ostaszewski, Julian Szeremeta, Klaudia Czabok, Konrad Czabok)                   | Warszawski Klub Kolarski II (Matylda Szczecińska, Miłosz Ośko, Michał Glanz, Jakub Michnowski)            |
| 2020 | Mrągowo        | Volkswagen Samochody Użytkowe (Stanisław Nowak, Aleksandra Podgórska, Krzysztof Klimek, Filip Helta)       | Warszawski Klub Kolarski I (Karol Ostaszewski, Miłosz Ośko, Klaudia Czabok, Konrad Czabok)                        | Mitutoyo AZS Wratislavia Wrocław (Jakub Kowalczyk, Adam Wąsowicz, Hanna Fijałkowska, Łukasz Klimaszewski) |
| 2021 | Boguszów-Gorce | KS Luboń Skomielna Biała I (Stanisław Nowak, Brajan Świder, Kinga Żur, Jarosław Żur)                       | RK Exclusive Doors MTB Team I (Piotr Śliwiński, Aleksandra Podgórska, Krzysztof Klimek, Maksymilian Wiśniowski)   | Superior Zator (Maciej Dąbrowski, Miłosz Zwierski, Gabriela Wojtyła, Kacper Pecyna)                       |
| 2022 | Boguszów-Gorce | Warszawski Klub Kolarski I (Mateusz Szyszko, Antonina Białek, Paweł Garczyk, Piotr Kryński)                | RK Exclusive Doors MTB Team I (Krzysztof Klimek, Piotr Śliwiński, Milena Drelak, Maksymilian Wiśniowski)          | PHO3NIX Cycling Team (Brajan Świder, Piotr Hankus, Bogdan Czarnota, Zuzanna Krzystała)                    |